# 20e étape du Tour de France 1997
Pour un article plus général, voir Tour de France 1997.
La vingtième étape du Tour de France 1997 s'est déroulée le 26 juillet 1997 à Disneyland Paris sur un parcours de 63 km de contre-la-montre individuel. Cette étape est remportée par l'Espagnol Abraham Olano.

## Classement de l'étape
| \| Classement de l'étape \| Classement de l'étape \| Classement de l'étape \| Classement de l'étape \| Classement de l'étape \| \| Coureur \| Coureur \| Pays \| Équipe \| Temps \| \| --------------------- \| --------------------- \| --------------------- \| ------------------------------- \| --------------------- \| \| 1er \| Abraham Olano \| Espagne \| Banesto \| 1 h 15 min 57 s \| \| 2e \| Jan Ullrich \| Allemagne \| Deutsche Telekom \| + 45 s \| \| 3e \| Philippe Gaumont \| France \| Cofidis-Le Crédit par Téléphone \| + 1 min 12 s \| \| 4e \| Bobby Julich \| États-Unis \| Cofidis-Le Crédit par Téléphone \| + 2 min 24 s \| \| 5e \| Erik Dekker \| Pays-Bas \| Rabobank \| + 2 min 39 s \| \| 6e \| Christophe Moreau \| France \| Festina-Lotus \| + 2 min 56 s \| \| 7e \| Laurent Brochard \| France \| Festina-Lotus \| + 3 min 10 s \| \| 8e \| Laurent Dufaux \| Suisse \| Festina-Lotus \| + 3 min 11 s \| \| 9e \| Richard Virenque \| France \| Festina-Lotus \| + 3 min 32 s \| \| 10e \| Artūras Kasputis \| Lituanie \| Casino, c'est votre équipe \| + 3 min 48 s \| |                   |            |                                 |                 |
| |                   |            |                                 |                 |
| |                   |            |                                 |                 |
| Classement de l'étape |                   |            |                                 |                 |
| Coureur | Coureur           | Pays       | Équipe                          | Temps           |
| 1er | Abraham Olano     | Espagne    | Banesto                         | 1 h 15 min 57 s |
| 2e | Jan Ullrich       | Allemagne  | Deutsche Telekom                | + 45 s          |
| 3e | Philippe Gaumont  | France     | Cofidis-Le Crédit par Téléphone | + 1 min 12 s    |
| 4e | Bobby Julich      | États-Unis | Cofidis-Le Crédit par Téléphone | + 2 min 24 s    |
| 5e | Erik Dekker       | Pays-Bas   | Rabobank                        | + 2 min 39 s    |
| 6e | Christophe Moreau | France     | Festina-Lotus                   | + 2 min 56 s    |
| 7e | Laurent Brochard  | France     | Festina-Lotus                   | + 3 min 10 s    |
| 8e | Laurent Dufaux    | Suisse     | Festina-Lotus                   | + 3 min 11 s    |
| 9e | Richard Virenque  | France     | Festina-Lotus                   | + 3 min 32 s    |
| 10e | Artūras Kasputis  | Lituanie   | Casino, c'est votre équipe      | + 3 min 48 s    |

## Classement général
À la suite du dernier contre-la-montre de cette édition, l'Allemand Jan Ullrich (Deutsche Telekom) conserve son maillot jaune de leader et augmente son avance sur le Français Richard Virenque (Festina-Lotus) avec maintenant plus de neuf minutes d'avance. Il augmente aussi son avance sur le troisième, l'Italien Marco Pantani (Mercatone Uno) avec près d'un quart d'heure d'écart.
Autre changement, grâce à sa victoire d'étape, l'Espagnol Abraham Olano (Banesto) gagne une place en doublant son compatriote Fernando Escartín (Kelme-Costa Blanca-Eurosport) et remonte à la quatrième place du classement général.
| \| Classement général \| Classement général \| Classement général \| Classement général \| Classement général \| \| Coureur \| Coureur \| Pays \| Équipe \| Temps \| \| ------------------ \| -------------------- \| ------------------ \| ---------------------------- \| ------------------ \| \| 1er \| Jan Ullrich \| Allemagne \| Deutsche Telekom \| 96 h 35 min 59 s \| \| 2e \| Richard Virenque \| France \| Festina-Lotus \| + 9 min 09 s \| \| 3e \| Marco Pantani \| Italie \| Mercatone Uno \| + 14 min 03 s \| \| 4e \| Abraham Olano \| Espagne \| Banesto \| + 15 min 55 s \| \| 5e \| Fernando Escartín \| Espagne \| Kelme-Costa Blanca-Eurosport \| + 20 min 32 s \| \| 6e \| Francesco Casagrande \| Italie \| Saeco-Estro \| + 22 min 47 s \| \| 7e \| Bjarne Riis \| Danemark \| Deutsche Telekom \| + 26 min 34 s \| \| 8e \| José María Jiménez \| Espagne \| Banesto \| + 31 min 17 s \| \| 9e \| Laurent Dufaux \| Suisse \| Festina-Lotus \| + 31 min 55 s \| \| 10e \| Roberto Conti \| Italie \| Mercatone Uno \| + 32 min 26 s \| |                      |           |                              |                  |
| |                      |           |                              |                  |
| |                      |           |                              |                  |
| Classement général |                      |           |                              |                  |
| Coureur | Coureur              | Pays      | Équipe                       | Temps            |
| 1er | Jan Ullrich          | Allemagne | Deutsche Telekom             | 96 h 35 min 59 s |
| 2e | Richard Virenque     | France    | Festina-Lotus                | + 9 min 09 s     |
| 3e | Marco Pantani        | Italie    | Mercatone Uno                | + 14 min 03 s    |
| 4e | Abraham Olano        | Espagne   | Banesto                      | + 15 min 55 s    |
| 5e | Fernando Escartín    | Espagne   | Kelme-Costa Blanca-Eurosport | + 20 min 32 s    |
| 6e | Francesco Casagrande | Italie    | Saeco-Estro                  | + 22 min 47 s    |
| 7e | Bjarne Riis          | Danemark  | Deutsche Telekom             | + 26 min 34 s    |
| 8e | José María Jiménez   | Espagne   | Banesto                      | + 31 min 17 s    |
| 9e | Laurent Dufaux       | Suisse    | Festina-Lotus                | + 31 min 55 s    |
| 10e | Roberto Conti        | Italie    | Mercatone Uno                | + 32 min 26 s    |

## Classements annexes
| Classement par points | Classement par points | Classement par points | Classement par points | Classement par points |
| Coureur               | Coureur               | Pays                  | Équipe                | Points                |
| --------------------- | --------------------- | --------------------- | --------------------- | --------------------- |
| 1er                   | Erik Zabel            | Allemagne             | Deutsche Telekom      | 320 pts               |
| 2e                    | Frédéric Moncassin    | France                | Gan                   | 209 pts               |
| 3e                    | Mario Traversoni      | Italie                | Mercatone Uno         | 183 pts               |
| 4e                    | Jeroen Blijlevens     | Pays-Bas              | TVM-Farm Frites       | 168 pts               |
| 5e                    | Jan Ullrich           | Allemagne             | Deutsche Telekom      | 154 pts               |

| Classement par points | Classement par points | Classement par points | Classement par points | Classement par points |
| Coureur               | Coureur               | Pays                  | Équipe                | Points                |
| --------------------- | --------------------- | --------------------- | --------------------- | --------------------- |
| 1er                   | Erik Zabel            | Allemagne             | Deutsche Telekom      | 320 pts               |
| 2e                    | Frédéric Moncassin    | France                | Gan                   | 209 pts               |
| 3e                    | Mario Traversoni      | Italie                | Mercatone Uno         | 183 pts               |
| 4e                    | Jeroen Blijlevens     | Pays-Bas              | TVM-Farm Frites       | 168 pts               |
| 5e                    | Jan Ullrich           | Allemagne             | Deutsche Telekom      | 154 pts               |

| Classement de la montagne | Classement de la montagne | Classement de la montagne | Classement de la montagne | Classement de la montagne |
| Coureur                   | Coureur                   | Pays                      | Équipe                    | Points                    |
| ------------------------- | ------------------------- | ------------------------- | ------------------------- | ------------------------- |
| 1er                       | Richard Virenque          | France                    | Festina-Lotus             | 579 pts                   |
| 2e                        | Jan Ullrich               | Allemagne                 | Deutsche Telekom          | 328 pts                   |
| 3e                        | Francesco Casagrande      | Italie                    | Saeco-Estro               | 309 pts                   |
| 4e                        | Marco Pantani             | Italie                    | Mercatone Uno             | 269 pts                   |
| 5e                        | Laurent Brochard          | France                    | Festina-Lotus             | 241 pts                   |

| Classement de la montagne | Classement de la montagne | Classement de la montagne | Classement de la montagne | Classement de la montagne |
| Coureur                   | Coureur                   | Pays                      | Équipe                    | Points                    |
| ------------------------- | ------------------------- | ------------------------- | ------------------------- | ------------------------- |
| 1er                       | Richard Virenque          | France                    | Festina-Lotus             | 579 pts                   |
| 2e                        | Jan Ullrich               | Allemagne                 | Deutsche Telekom          | 328 pts                   |
| 3e                        | Francesco Casagrande      | Italie                    | Saeco-Estro               | 309 pts                   |
| 4e                        | Marco Pantani             | Italie                    | Mercatone Uno             | 269 pts                   |
| 5e                        | Laurent Brochard          | France                    | Festina-Lotus             | 241 pts                   |

| Classement du meilleur jeune | Classement du meilleur jeune | Classement du meilleur jeune | Classement du meilleur jeune | Classement du meilleur jeune |
| Coureur                      | Coureur                      | Pays                         | Équipe                       | Temps                        |
| ---------------------------- | ---------------------------- | ---------------------------- | ---------------------------- | ---------------------------- |
| 1er                          | Jan Ullrich                  | Allemagne                    | Deutsche Telekom             | 96 h 35 min 59 s             |
| 2e                           | Peter Luttenberger           | Autriche                     | Rabobank                     | + 45 min 39 s                |
| 3e                           | Michael Boogerd              | Pays-Bas                     | Rabobank                     | + 1 h 00 min 33 s            |
| 4e                           | Daniele Nardello             | Italie                       | Mapei-GB                     | + 1 h 01 min 30 s            |
| 5e                           | Laurent Roux                 | France                       | TVM-Farm Frites              | + 1 h 17 min 44 s            |

| Classement du meilleur jeune | Classement du meilleur jeune | Classement du meilleur jeune | Classement du meilleur jeune | Classement du meilleur jeune |
| Coureur                      | Coureur                      | Pays                         | Équipe                       | Temps                        |
| ---------------------------- | ---------------------------- | ---------------------------- | ---------------------------- | ---------------------------- |
| 1er                          | Jan Ullrich                  | Allemagne                    | Deutsche Telekom             | 96 h 35 min 59 s             |
| 2e                           | Peter Luttenberger           | Autriche                     | Rabobank                     | + 45 min 39 s                |
| 3e                           | Michael Boogerd              | Pays-Bas                     | Rabobank                     | + 1 h 00 min 33 s            |
| 4e                           | Daniele Nardello             | Italie                       | Mapei-GB                     | + 1 h 01 min 30 s            |
| 5e                           | Laurent Roux                 | France                       | TVM-Farm Frites              | + 1 h 17 min 44 s            |

| Classement par équipes | Classement par équipes       | Classement par équipes | Classement par équipes |
| Équipe                 | Équipe                       | Pays                   | Temps                  |
| ---------------------- | ---------------------------- | ---------------------- | ---------------------- |
| 1re                    | Deutsche Telekom             | Allemagne              | 290 h 07 min 42 s      |
| 2e                     | Mercatone Uno                | Italie                 | + 31 min 56 s          |
| 3e                     | Festina-Lotus                | France                 | + 47 min 52 s          |
| 4e                     | Banesto                      | Espagne                | + 1 h 05 min 15 s      |
| 5e                     | Kelme-Costa Blanca-Eurosport | Espagne                | + 2 h 20 min 22 s      |

| Classement par équipes | Classement par équipes       | Classement par équipes | Classement par équipes |
| Équipe                 | Équipe                       | Pays                   | Temps                  |
| ---------------------- | ---------------------------- | ---------------------- | ---------------------- |
| 1re                    | Deutsche Telekom             | Allemagne              | 290 h 07 min 42 s      |
| 2e                     | Mercatone Uno                | Italie                 | + 31 min 56 s          |
| 3e                     | Festina-Lotus                | France                 | + 47 min 52 s          |
| 4e                     | Banesto                      | Espagne                | + 1 h 05 min 15 s      |
| 5e                     | Kelme-Costa Blanca-Eurosport | Espagne                | + 2 h 20 min 22 s      |